# Одводњавање површинских копова
Одводњавање површинских копова је исушивање, прикупљање и одстрањивање свих врста вода са простора предвиђеног за површинску експлоатацију минералних сировина. Циљ одводњавања је да снизи ниво подземних вода, као и да се одстране гравитационе (површинске) воде које би могле да угрозе нормалан рад једног површинског копа. 

### Заштита површинског копа путем површинског одводњавања
Заштита ободним каналима примењује се за одвођење површинских вода за време кишног периода или за време отапања снега. Радови на изради ових канала релативно су јефтини, а исто времено веома су ефикасни, како за претходно тако и за редовно одводњавање. Овакав начин заштите обавезно се примењује код сваког површинског копа и у свим фазама његове експлоатације. Ободним каналима могу се обухватити и подземне воде, ако се водоносни хоризонт налази на дубини од 5-10м од површине терена.
Ови канали се израђују и спроводе по површини терена, тако да је површински коп заштићен са свих страна.
Ови канали се обично израђују у водонепропусном земљишту (чврсте стене или глине). Облик, величина канала као и њихов пад, зависи од количине воде која гравитира са ширег подручија према површинском копу. Количина воде зависи како од конфигурације терена на ширем подручију копа, тако и од учесталости атмосферског талога који у току кишног периода пада на том подручију.
Заштита применом екрана посебно је значајно за спречавање већег продора подземних вода при отварању површинских копова који су у непосредној близини речних токова или језера. Применом екрана радови на одводњавању се смањују, а сигурност и безбедност рада у знатној мери се повећава.
Ова метода се примењује за све врсте лежишта код којих је доток подземних вода веома висок и код који се водоносни хоризонти релативно плитки и то 15-30м испод површине терена.
1. фаза израда засека (шлица) остварује се пресецањем водоносног хоризонта који се налази у непосредној близини површинског копа, са једне стране и воденог тока реке са друге стране.
Израда засека обично се врши помоћу багера специјалне конструкције за одговарајуће дубине.
2. фаза запуњавање засека водонепропусним материјалом (најчешће глином), и на тај начин се прекида могућност продора подземне воде у нповршински коп. 
Запуњавање засека обично се обавља помоћу глине са додатком бетона или цементног млека. 
Ове методе пружају поуздану заштиту површинског копа од инфилтрације подземних вода. 
Израда екрана је једноставна и брза. Лоша страна је у посебним условима када ограничавају могућност примене екрана, као што је релативно мала дубина израде, постојање водонепропусног слоја на чијој се основи поставља екран...итд
Заштита помоћу бунара примењује се у случајевима када се водоносни хоризонт у површинском копу налази на дубини од 10 до 100м, па чак и више. Ова израда се врши са површине терена до пресека са водонепропусним слојем. Распоређују се у једном или више редова по контури површинског копа. Растојање између бунара и редова зависи од конкретних хидрогеолошких услова, а износи од 25 до 100м. Бунари за одводњавање представљају бушотине великог пречника, преко 1м. Ако се бунари израђују копањем, њихови зидови се обезбеђују опеком, каменом, бетонским или челичним прстеновима. Бунари израђени одговарајућим бушилицама облажу се филтерима кроз које вода дотиче у бунар. Филтери имају намену да спрече продирање песка унутар бунара.
У овако опремљене бунаре спуштају се пумпе капацитета 30-100m3/h. При црпљењу воде из бунара, вода протичр из водоносних слојева и спушта се око бунара у виду левка.
Комбинована метода - систем заштите екрана и бунара примењује се у веома сложеним хидрогеолошким условима и у случајевима када није довољан један начин одводњавања. У пракси се најчешће примењује ова комбинација.

## Циљеви, начин и врста примене
Зависно од циља који треба постићи одводњавањем, као и начина и врсте примене, оно обухвата: оцеђивање или одстрањивање водоносних површина и токова са простора предвиђеног за експлоатацију минералних сировина, прикупљање и спровођење површинских вода од атмосферских падавина, одводњавање повлатних наслага (откривке), снижење нивоа воде у водоносном хоризонту лежишта, одводњавање подинских наслага и оцеђивање и одводњавање одлагалишта

## Правилно и добро одводњавање
Правилно и добро одводњавање олакшава спровођење нормалног откопавања, чини знатну стабилност корисне минералне сировине и пратећих наслага. Познато је да наслаге, ако су засићене водом постају размекшане и нестабилне, због чега примењена механизација тоне. Настају застоји, као и тешкоће у погледу нормалног рада. Троши се више енергије за откопавање, утовар, транспорт и одлагање маса, јер су неодводњене наслаге знато теже. Такође повећава стабилност косина на копу и одлагалишту и спречава од лома и штетних динамичких удара код радних елемената машина откопавање, утовар, транспорт и одлагање и смањује влажност минералних сировина и тиме обезбеђује усштеду у преради.

## Начин одводњавања
Начини одводњавања зависе од: 
- распоред и број подземних водоносних хоризоната
- дубина до које се врши експлоатација минералних сировина
- морфологија терена
- присуство водених побршина и токова
- присуство старих рударски (јамских) радова

## Методе површинског одводњавања
Методе површинског одводњавања делимо на:
1. Претходно одводњавање, има циљ да се лежиште исуши или спусти ниво подземних вода испод пројектованог дна копа, а обавља се у периоду инвестиционе изградње.
2. Текуће или експлоатационо одводњавање, наставак је претходне фазе и обавља се у свим периодима, фазама и етапама развоја површинског копа.
3. Комбиновано или комплексно одводњавање, обухвата оптимални избор појединих метода претходног и текућег одводњавања.

## Методе подземног одводњавања
- Подземно одводњавање врши се израдом подземних просторија испод или кроз лежиште.
- Одводњавање помоћу дренажних ходника примењује се за исушивање водоносних хоризоната који се налазе испод повлате веће моћности. Зато се израђује систем подземних ходника и других јамских просторија, које представљају тзв. подземну дренажу.

- Одводњавање помоћу бушотина са утиснутим филтером примењује се када се водоносни слој налази у близини дренажног ходника. На растојању 10-50м у склопу просторије израде се бушотине дужине 10-15м. У тако израђене бушотине уграђују се утисни филтери пречника од 65мм, у комадима дужине 1,0-1,5м. [1]

- Одводњавање помоћу бушотина са прибојним филтером примењује се када се изнад слоја корисног минерала налази више водоносних хоризоната. У таквим случајевима дренажни ходник се спаја са површним тереном помоћу бушотине у коју се уграђује тзв. пробојни филтер. Бушотине се израђују са површине тако да пролазе кроз све водоносне слојеве и завршавају се на 1-3 м изнад таванице дренажног ходника. Осигурање бокова бушотина од зарушавања врши се оложним цевима пречника 350 мм, а затим се уграђује филтер пречника 180мм са отвором 5x50. Спој бушотине са ходникм врши се са пречником мањим од пречника филтера. Простор између филтера и бока бушотине испуни се испраним шљунком, а затим се извуку оложне цеви. Овако опремљене одводе бушотине имају прилично велики радијус дејства.[2]